# Emerencià Roig i Raventós
Emerencià Roig i Raventós (Sitges, Garraf, 1881 - Barcelona, 1935) fou un farmacèutic i publicista català.
Era fill del cèlebre paisatgista Joan Roig i Soler, i germà del metge i literat Josep Roig i Raventós. Feu la carrera de farmàcia a la Universitat de Barcelona i s'hi llicencià el 1906. Cultivà les arts gràfiques, especialment el dibuix a la ploma, en el qual va produir notables il·lustracions d'afers nàutics i oceanogràfics, que veieren la llum acompanyades d'estudis tècnic-literaris seus sobre aquestes matèries. 
Com especialista tècnic, també va publicar interessants estudis sobre l'esplendor de les construccions navals del litoral català en el segle xix. Els afers econòmics i agrícoles també foren un tema predilecte d'estudis, especialment tot allò relacionat amb la repoblació forestal i la "Festa de l'arbre". Els seus treballs de la lexicografia catalana pròpia de la navegació i marineria foren recopilats en edicions especialitzades.
El 1920 aconseguí el premi de 2.000 pessetes ofert per l'Institut d'Estudis Catalans al millor vocabulari de veus marineres. Va col·laborar en revistes professionals de marina, i en especial a Catalunya Marítima de Barcelona; també ho feu a La Marina Mercante i a La Veu de Catalunya; a Recull de Blanes; a L'Eco de Sitges de Sitges; a La Maynada. Va escriure Cronica de la Fiesta del Arbol en España.
Té un carrer dedicat a Sitges. El 2007, el Museu Marítim de Barcelona convocà el premi "Emerencià Roig" per a treballs de recerca de temàtica marítima, limitat a estudiants de Batxillerat i Cicle Superior de centres educatius de Catalunya. El varen guanyar Josep Sastre, per El motor Solesan; Andrea Antó, per Les Salines de la Banya.

## Publicacions
- L'increment de la navegació transatlàntica Barcelona (1918)
- Les antigues construccions de Blanes Barcelona (1919)
- La repoblació forestal i la Festa de l'arbre Barcelona (1920)
- Le deficiencia de nuestras comunicaciones marítimas
- Barcelona y su Puerto
- Los ferrocarriles secundarios en Cataluña
- Blanes, puerto de comercio
- Tarragona y su puerto
- La Mainada, articles marítims i contes
- Al través de les costes del Garraf
- De la vida marítima pasada
- Camprodón, paradís del Pirineu
- L'avi Muné
- Vocabulari marítim de la villa de Blanes
- Vocabulari de muntanya de la vila de Moyá
- Vocabulari marítim de la vila de Sitges
- Blanes marítim (notes històriques), 1925 (Biblioteca de "Recull", 2).
- La pesca a Catalunya.  Barcelona: Barcino, 1927 (Enciclopèdia Catalunya, 5).
- La marina catalana del vuit-cents.  Barcelona: Barcino, 1929 (Enciclopèdia Catalunya, 10).
- Sitges dels nostres avis.  Barcelona: Llibreria Catalònia, 1934.
- Dibuixos de vaixells miniaturats: presentalles existents a les ermites catalanes abans del 1936.